# Station Gontaud-Fauguerolles
Station Gontaud-Fauguerolles is een spoorwegstation in de Franse gemeente Fauguerolles.